# 趙文奎 (成化進士)
趙文奎（1456年—？），字天章，湖廣荊州府江陵縣人，民籍，明朝政治人物。

## 生平
湖廣鄉試第六十八名舉人。成化二十三年（1487年）中式丁未科會試第三百六名，三甲第一百二十三名進士。歷官雷州府知府，正德六年（1511年）十月升雲南布政司右参政，七年閏五月升遼東苑马寺卿，十年三月升雲南右布政使，十一年八月升貴州左布政使。

## 家族
曾祖趙繼貴；祖父趙添禮；父趙安，前母張氏；劉氏。